# Pavonia strictiflora
Pavonia strictiflora là một loài thực vật có hoa trong họ Cẩm quỳ. Loài này được (Hook.) Fryxell mô tả khoa học đầu tiên năm 1999.